# Convergence uniforme

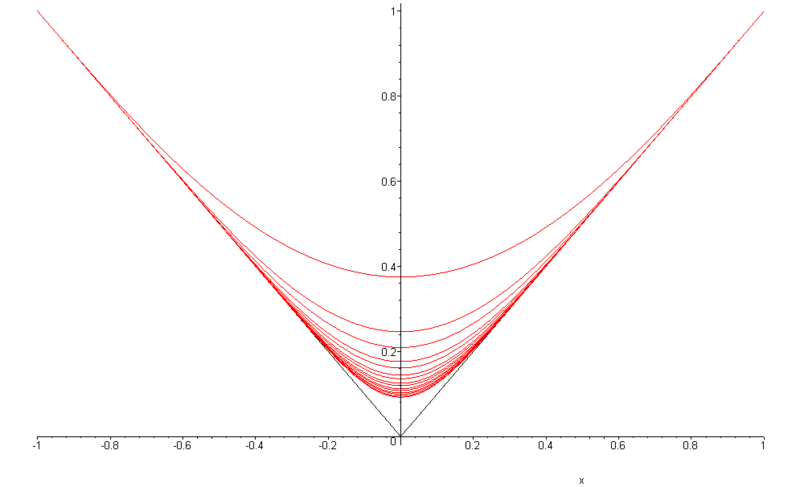
Suite de fonctions convergeant uniformément vers la fonction valeur absolue.

La convergence uniforme d'une suite de fonctions {\displaystyle (f_{n})_{n\in \mathbb {N} }} est une forme de convergence plus exigeante que la convergence simple. La convergence devient uniforme quand toutes les suites {\displaystyle (f_{n}(x))_{n\in \mathbb {N} }} avancent vers leur limite respective avec une sorte de « mouvement d'ensemble ».
Dans le cas de fonctions numériques d'une variable, la notion prend une forme d'« évidence » géométrique : le graphe de la fonction fn se « rapproche » de celui de la limite.

## Définition

### Convergence uniforme
Soient X un ensemble, (Y, d) un espace métrique, et A un sous-ensemble de X.
Soient {\displaystyle (f_{n})_{n\in \mathbb {N} }} une suite de fonctions définies sur X et à valeurs dans Y, et f une fonction définie sur X à valeurs dans Y.
On dit que la suite (fn)n converge uniformément vers f sur A si :
{\displaystyle (1)\quad \forall \varepsilon >0\quad \exists N_{\varepsilon }\in \mathbb {N} \quad \forall n\in \mathbb {N} \quad \left[n\geq N_{\varepsilon }\Rightarrow \forall x\in A,d(f_{n}(x),f(x))\leq \varepsilon \right]}.
Remarque : en introduisant la notation
{\displaystyle d_{\infty ,A}(f,g)=\sup _{x\in A}d(f(x),g(x))}
(dans laquelle la borne supérieure peut a priori être infinie), la propriété (1) est équivalente à :
{\displaystyle \forall \varepsilon >0\quad \exists N_{\varepsilon }\in \mathbb {N} \quad \forall n\in \mathbb {N} \quad [n\geq N_{\varepsilon }\Rightarrow d_{\infty ,A}(f_{n},f)\leq \varepsilon ]}.
Autrement dit, (fn)n converge uniformément vers f sur A si et seulement si
{\displaystyle \lim _{n\rightarrow +\infty }d_{\infty ,A}(f_{n},f)=0}.

### Quelques explications
On peut se demander a posteriori quelle est la différence entre la convergence simple d'une suite de fonctions et la convergence uniforme.
En effet, la suite de fonctions (fn)n converge simplement vers f sur A si :
{\displaystyle \forall x\in A\quad \forall \varepsilon >0\quad \exists N_{\varepsilon ,x}\in \mathbb {N} \quad \forall n\in \mathbb {N} \quad n\geq N_{\varepsilon ,x}\Rightarrow d(f_{n}(x),f(x))<\varepsilon }.
Ici, l'indice {\displaystyle N_{\varepsilon ,x}} dépend de {\displaystyle x\in A} alors que dans la proposition {\displaystyle (1)}, l'indice {\displaystyle N_{\varepsilon }} n'en dépend pas. Cette différence peut paraître anodine mais elle est pourtant essentielle :
- Dans le cas de la convergence simple, pour tout élément x de A, on peut trouver un rang à partir duquel la distance {\displaystyle d(f_{n}(x),f(x))} devient très petite. A priori, si l'on choisit un y dans A autre que x alors le rang à partir duquel la distance {\displaystyle d(f_{n}(y),f(y))} devient très petite peut être différent.
- Dans le cas de la convergence uniforme, on peut trouver un rang à partir duquel la distance {\displaystyle d(f_{n}(x),f(x))} devient très petite pour n'importe quel {\displaystyle x\in A} à la fois. Cette condition est donc beaucoup plus forte. En particulier, une suite de fonctions qui converge uniformément sur un ensemble converge simplement sur celui-ci. La réciproque est en général fausse sauf dans des cas très particuliers (voir Théorèmes de Dini).

Ainsi la suite des fonctions {\displaystyle x\mapsto \sum _{k=0}^{n}x^{k}} converge simplement mais pas uniformément sur ]–1, 1[, un problème survenant aux bords de l'intervalle.

## Critère deCauchyuniforme
Supposons que l'espace métrique (Y, d) est complet.
(C'est le cas de bon nombre d'espaces métriques usuels, comme la droite réelle munie de sa valeur absolue ou, plus généralement, les espaces de Banach.)
Sous cette hypothèse, une suite de fonctions (fn)n converge uniformément sur A si (et seulement si) elle vérifie le critère de Cauchy uniforme, à savoir :
{\displaystyle \forall \varepsilon >0\quad \exists N_{\varepsilon }\in \mathbb {N} \quad \forall p,q\in \mathbb {N} \quad \left[p,q\geq N_{\varepsilon }\Rightarrow \forall x\in A\quad d(f_{p}(x),f_{q}(x))\leq \varepsilon \right]}.
Comme dans le cas des suites de Cauchy, il n'est pas nécessaire d'exhiber la fonction vers laquelle tend une suite de fonctions pour montrer que la convergence est uniforme. En outre, lorsque A est  muni d'une topologie pour laquelle les fn sont continues, le critère est vérifié sur A dès qu'il l'est sur une partie dense de A.

## Convergence uniforme de fonctions continues

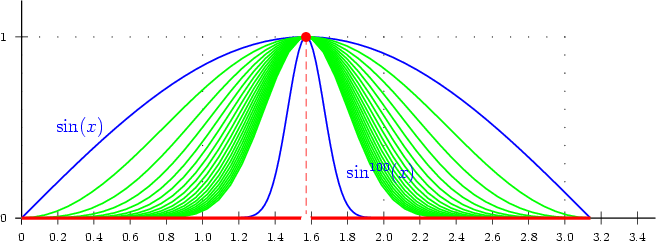
Exemple : la limite simple (en rouge) des fonctions continues (en vert) f_{n}(x) = sin^{n}(x) est discontinue, donc la convergence n'est pas uniforme.

On a le résultat fondamental suivant :

Si (fn)n est une suite de fonctions continues convergeant uniformément sur X vers une fonction f alors f est continue sur X.
Ou encore (par contraposition) une fonction discontinue ne peut pas être limite uniforme de fonctions continues.
Ceci s'applique en particulier aux fonctions continues sur ℕ ∪ {∞} (dans lequel ℕ est dense), c'est-à-dire aux suites convergentes : dans un espace complet, si chaque xn est une suite convergente et si la suite de suites (xn)n converge uniformément vers une suite x, alors cette suite x est convergente.
Quand X n'est pas compact, la convergence uniforme est un phénomène rare.
Par exemple, {\displaystyle \left(1+{\frac {z}{n}}\right)^{n}} converge uniformément sur tout compact (en) de ℂ vers ez quand l'entier n tend vers l'infini, mais pas sur ℂ ; une
série entière de rayon de convergence R converge uniformément sur tout compact contenu dans le disque ouvert de centre 0 et de rayon R, mais on ne peut pas dire mieux en général.
En fait, la continuité étant une propriété locale, la convergence uniforme sur
« suffisamment » de parties de X suffit à assurer la continuité de la fonction limite.
Exemples
- Lorsque X est localement compact, si une suite (fn)n de fonctions continues converge vers une fonction f uniformément sur tout compact de X alors f est continue.
- On a la même conclusion lorsque X est un espace métrique et a un point arbitraire fixé de X, si la convergence uniforme a lieu sur toute boule fermée de centre a. C'est ainsi que l'on démontre par exemple la continuité de la fonction exponentielle dans une algèbre de Banach.

Le résultat suivant, moins fort que le théorème de convergence dominée, est aussi beaucoup moins difficile à montrer.

Si X = [a,b] est un intervalle de ℝ, si Y = ℝ ou Y = ℂ, et si une suite de fonctions (fn)n intégrables converge uniformément vers une fonction f, alors f est intégrable et
{\displaystyle \lim _{n\to +\infty }\int _{a}^{b}f_{n}(x)~\mathrm {d} x=\int _{a}^{b}f(x)~\mathrm {d} x}.
Son utilisation est à la base du résultat suivant d'analyse complexe :

Soit (fn)n une suite de fonctions holomorphes sur un ouvert U de ℂ, convergeant uniformément sur tout compact de U vers une fonction f. Alors f est holomorphe.
On notera également l'existence du résultat suivant, assurant la convergence d'une suite de fonctions à partir de celle de leurs dérivées, :

Soit {\displaystyle (f_{n})_{n}} une suite de fonctions dérivables de {\displaystyle \left[a,b\right]} dans ℝ, convergeant en un point de {\displaystyle \left[a,b\right]}. Si la suite {\displaystyle (f_{n}')_{n}} des dérivées converge uniformément vers une fonction φ, alors la suite {\displaystyle (f_{n})_{n}} converge uniformément et sa limite est dérivable, de dérivée égale à φ.

## Distance uniforme
Dans le cas général, on munit l'ensemble YX des applications de X dans Y de la distance uniforme sur X, définie par
{\displaystyle e_{\infty ,X}(f,g)=\min(1,d_{\infty ,X}(f,g))}
où, rappelons-le,
{\displaystyle d_{\infty ,X}(f,g)=\sup _{x\in X}d(f(x),g(x))}.
On peut alors reformuler l'essentiel de ce qui précède :
- Définition de la convergence uniforme : (fn)n converge uniformément vers f sur X si et seulement si {\displaystyle \lim _{n\to \infty }f_{n}=f} dans l'espace métrique {\displaystyle (Y^{X},e_{\infty ,X})}.
- Critère de Cauchy uniforme : si (Y,d) est complet alors {\displaystyle (Y^{X},e_{\infty ,X})} l'est aussi.
- Convergence uniforme de fonctions continues : si X est muni d'une topologie, le sous-ensemble {\displaystyle {\mathcal {C}}(X,Y)} des applications continues est fermé dans {\displaystyle (Y^{X},e_{\infty ,X})} (donc est complet si Y l'est).

Diverses hypothèses sur les espaces X et Y peuvent simplifier ou enrichir cette situation :
- Si X est un espace compact alors sur {\displaystyle {\mathcal {C}}(X,Y)}, l'application {\displaystyle d_{\infty ,X}} est déjà une distance (sur ce sous-espace, elle ne prend que des valeurs finies), et est uniformément équivalente à {\displaystyle e_{\infty ,X}}.
- Si de plus Y est un espace vectoriel normé (dont la distance d est celle associée à la norme ║ ║ par : {\displaystyle d(y,y')=\|y-y'\|}), alors {\displaystyle {\mathcal {C}}(X,Y)} est un espace vectoriel, sur lequel la distance {\displaystyle d_{\infty ,X}} est, elle aussi, associée à une norme, définie par :{\displaystyle \|f\|_{\infty ,X}=\sup _{x\in X}(\|f(x)\|)}.En particulier si Y est un espace de Banach alors {\displaystyle {\mathcal {C}}(X,Y)} aussi.

## Critères de convergence uniforme pour les séries
Dans cette section, il n'est envisagé que le cas des fonctions réelles d'une variable réelle.
On trouve dans la littérature la mention de nombreux tests de convergence uniforme portant les noms d'Abel, de Dedekind, de du Bois-Reymond, de Dirichlet, de Weierstrass… Ces critères sont des critères pratiques, cas particuliers de la formule de sommation partielle d'une série, plus faciles à appliquer.

### Critère de Weierstrass
«  La série {\displaystyle \sum a_{n}(x)} converge uniformément dans l'intervalle I si les fonctions {\displaystyle a_{n}(x)} sont chacune majorées en valeur absolue sur l'intervalle I par un nombre {\displaystyle \alpha _{n}} et que la série {\displaystyle \sum \alpha _{n}} est convergente. »
On dit dans ce cas que l'on a une série normalement convergente.

### Critère d'Abel
« La série {\displaystyle \sum a_{n}(x)b_{n}(x)} converge uniformément dans l'intervalle I si la série {\displaystyle \sum a_{n}\left(x\right)} converge uniformément dans I, si de plus, pour toute valeur fixée de x, la suite {\displaystyle b_{n}(x)} est monotone et enfin s'il existe un nombre K indépendant de x qui majore {\displaystyle |b_{n}(x)|} pour tout x de I et tout n. »
 On exprime cette dernière condition en disant  que les fonctions {\displaystyle b_{n}(x)} sont uniformément bornées dans I.

### Critère de Dirichlet
« La série {\displaystyle \sum a_{n}(x)b_{n}(x)} converge uniformément dans l'intervalle I si les sommes partielles de la série {\displaystyle \sum a_{n}(x)} sont uniformément bornées dans I et si les fonctions {\displaystyle b_{n}(x)} convergent uniformément dans I vers 0, la convergence étant monotone pour tout x fixé. »

### Critère de Dedekind
« La série {\displaystyle \sum a_{n}(x)b_{n}(x)} converge uniformément dans l'intervalle I si la série {\displaystyle \sum a_{n}(x)} admet des sommes partielles uniformément bornées, les fonctions {\displaystyle b_{n}(x)} tendent vers 0 uniformément dans I et que la série {\displaystyle \sum |b_{n}(x)-b_{n+1}(x)|} converge uniformément dans I. »

### Critère de du Bois-Reymond
«  La série {\displaystyle \sum a_{n}(x)b_{n}(x)} converge uniformément dans l'intervalle I si les séries {\displaystyle \sum a_{n}(x)} et {\displaystyle \sum |b_{n}(x)-b_{n+1}(x)|} convergent uniformément dans I, les fonctions {\displaystyle b_{n}(x)} étant de plus uniformément bornées dans I. »

### Un autre critère
«  La série {\displaystyle \sum a_{n}(x)b_{n}(x)} converge uniformément dans l'intervalle I si les séries {\displaystyle \sum a_{n}\left(x\right)} et {\displaystyle \sum \left|a_{n}\left(x\right)\right|} convergent uniformément dans I, les fonctions {\displaystyle b_{n}(x)} étant de plus uniformément bornées dans I. »
dont un corollaire immédiat est
«  La série {\displaystyle \sum a_{n}(x)b_{n}(x)} converge uniformément dans l'intervalle I si la série {\displaystyle \sum a_{n}(x)} converge uniformément dans I, les fonctions {\displaystyle a_{n}(x)} étant positives et les fonctions {\displaystyle b_{n}(x)} étant uniformément bornées dans I. »

## Espace des fonctions numériques continues sur[a,b]
On choisit dans cette section X = [a, b] un intervalle compact de ℝ et Y = ℝ. Puisque ℝ muni de la valeur absolue est complet, il en résulte que l'espace vectoriel normé {\displaystyle {\mathcal {C}}([a,b],\mathbb {R} )} muni de la norme {\displaystyle \|\cdot \|_{\infty ,[a,b]}} est complet.

### Théorème de Weierstrass
Le théorème d'approximation de Weierstrass affirme qu'on peut approcher de manière uniforme n'importe quelle fonction numérique continue sur [a, b] par une suite de fonctions très régulières à savoir par des polynômes.
Plus précisément, si f est une fonction continue sur [a, b] alors :
{\displaystyle \forall \varepsilon >0,\exists P_{\varepsilon }\in \mathbb {R} [X],\|f-P_{\varepsilon }\|_{\infty ,[a,b]}\leq \varepsilon ,}
où ℝ[X] désigne l'ensemble des polynômes à coefficients réels.

## Exemples

### Exemples de suites de fonctions

#### La suite de fonctions puissances

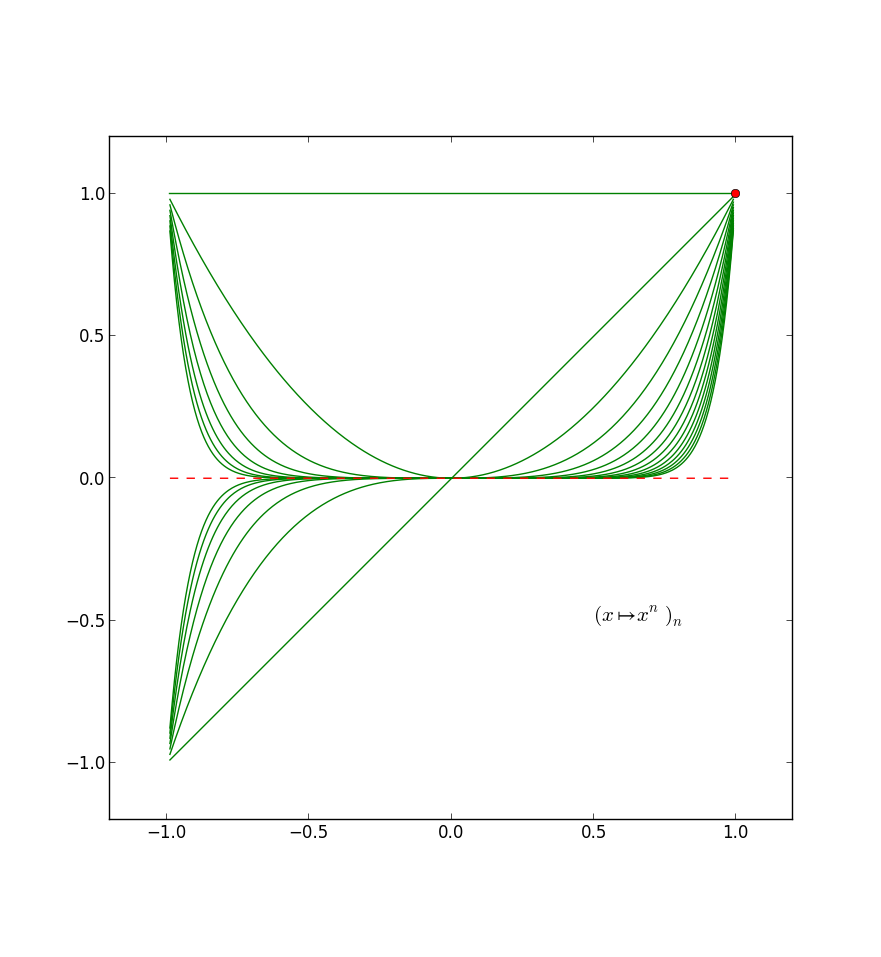
La convergence sur ]–1 ; 1] de la suite des fonctions puissances n'est pas uniforme.

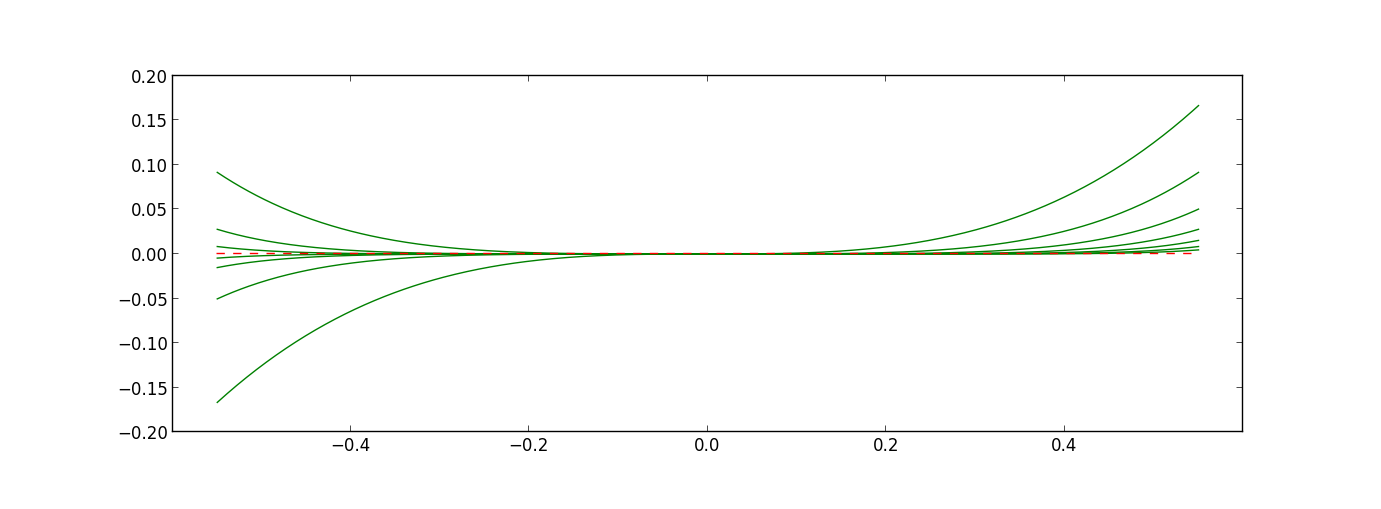
La convergence sur [–1/2, 1/2] de la suite des fonctions puissances est uniforme.

On considère la suite de fonctions {\displaystyle (x\mapsto x^{n})_{n\in \mathbb {N} }}.
Cette suite de fonctions converge simplement sur ]–1 ; 1] vers la fonction f définie par
{\displaystyle f(x)={\begin{cases}0&{\text{si }}x\in ]-1,1[,\\1&{\text{si }}x=1.\end{cases}}}
Puisque les fonctions de la suite sont continues et que la limite simple f n'est pas continue (en 1), la convergence n'est pas uniforme sur ]–1 ; 1]. Par densité, elle ne l'est donc pas non plus sur ]–1 ; 1[.
Par contre, la convergence est uniforme sur tout segment [–a, a] avec 0 ≤ a < 1 puisque
{\displaystyle \|x\mapsto x^{n}\|_{\infty ,[-a,a]}=a^{n}}
qui converge vers 0 lorsque n tend vers +∞.

### Exemples de séries de fonctions

#### La série de fonctions puissances
On considère la série de fonctions {\displaystyle \sum _{n\geqslant 0}f_{n}}
définie par
{\displaystyle f_{n}(x)=x^{n}}.
La série numérique {\displaystyle \sum _{n\geqslant 0}x^{n}}
converge si et seulement si |x| < 1. De plus, la somme partielle est
{\displaystyle S_{n}(x)=1+x+\cdots +x^{n}={\frac {1-x^{n+1}}{1-x}}}.
Ainsi, cette suite de fonctions converge simplement sur ]–1 ; 1[ vers la fonction S définie par
{\displaystyle S(x)={\frac {1}{1-x}}}.
La convergence n'est pas uniforme sur ]–1 ; 1[ : en effet, le reste d'ordre n est
{\displaystyle R_{n}(x)={\frac {x^{n+1}}{1-x}}}.